# Siniaki (rejon diemidowski)
Siniaki (ros. Синяки) – wieś (ros. деревня, trb. dieriewnia) w zachodniej Rosji, w osiedlu wiejskim Zaborjewskoje rejonu diemidowskiego w obwodzie smoleńskim.

## Geografia
Miejscowość położona jest na południowym brzegu jeziora Pietrowskoje, przy drodze regionalnej 66N-0525 (Bakłanowo – Siniaki), 1,5 km od drogi regionalnej 66N-0508 (Zaborje – 66N-0506/Anosinki), 13,5 km od centrum administracyjnego osiedla wiejskiego (Zaborje), 28,5 km od centrum administracyjnego rejonu (Diemidow), 83 km od stolicy obwodu (Smoleńsk), 46,5 km od granicy z Białorusią.
W granicach miejscowości znajdują się ulice: Dacznaja, Nabierieżnaja.

## Demografia
W 2010 r. miejscowość zamieszkiwało 14 osób.

## Historia
W czasie II wojny światowej od lipca 1941 roku wieś była okupowana przez hitlerowców. Wyzwolenie nastąpiło we wrześniu 1943 roku.
Na mocy uchwały z dnia 28 maja 2015 roku wszystkie miejscowości (w tym Siniaki) zlikwidowanej jednostki administracyjnej Bakłanowskoje weszły w skład osiedla wiejskiego Zaborjewskoje.